# تیسابابولنا
تیسابابولنا (به مجاری:  Tiszabábolna) یک منطقهٔ مسکونی در مجارستان است که در بورشود-آبااوی-زمپلن واقع شده‌است.